# Billy Quarantillo
William Daniel Quarantillo, mais conhecido como Billy Quarantillo (Ransomville, 8 de dezembro de 1988) é um lutador americano de artes marciais mistas, atualmente competindo no peso pena do Ultimate Fighting Championship.

## Carreira no MMA

### Ultimate Fighting Championship
Quarantillo fez sua estreia no UFC ao aceitar uma luta de última hora contra Jacob Kilburn no UFC on ESPN: Overeem vs. Rozenstruik em 7 de dezembro de 2019. Ele venceu por finalização no segundo round.
Quarantillo em seguida enfrentou Spike Carlyle no UFC on ESPN: Woodley vs. Burns em 30 de maio de 2020. Ele venceu por decisão unânime.
Em sua terceira luta na organização, Quarantillo enfrentou Kyle Nelson em 12 de setembro de 2020 no UFC Fight Night: Waterson vs. Hill. Ele venceu por nocaute no terceiro round.

## Cartel no MMA
| Cartel no MMA   |             |            |
| 20 lutas        | 16 vitórias | 4 derrotas |
| Por nocaute     | 7           | 1          |
| Por finalização | 5           | 0          |
| Por decisão     | 4           | 3          |

| Res.    | Cartel | Oponente              | Método                              | Evento                               | Data       | Round | Tempo | Local                    | Notas                                      |
| ------- | ------ | --------------------- | ----------------------------------- | ------------------------------------ | ---------- | ----- | ----- | ------------------------ | ------------------------------------------ |
| Derrota | 17-5   | Edson Barboza         | Nocaute (joelhada)                  | UFC on ESPN: Holloway vs. Allen      | 15/04/2023 | 1     | 2:05  | Kansas City              |                                            |
| Vitória | 17-4   | Alexander Hernandez   | Nocaute Técnico (joelhadas e socos) | UFC 282: Blachowicz vs. Ankalaev     | 10/12/2022 | 2     | 4:30  | Las Vegas, Nevada        | Performance da Noite.                      |
| Derrota | 16-4   | Shane Burgos          | Decisão (unânime)                   | UFC 268: Usman vs. Covington 2       | 06/11/2021 | 3     | 5:00  | Nova Iorque, Nova Iorque |                                            |
| Vitória | 16-3   | Gabriel Benítez       | Nocaute Técnico (socos)             | UFC on ESPN: Makhachev vs. Moisés    | 17/07/2021 | 3     | 3:40  | Las Vegas, Nevada        | Luta da Noite.                             |
| Derrota | 15-3   | Gavin Tucker          | Decisão (unânime)                   | UFC 256: Figueiredo vs. Moreno       | 12/12/2020 | 3     | 5:00  | Las Vegas, Nevada        |                                            |
| Vitória | 15-2   | Kyle Nelson           | Nocaute (soco)                      | UFC Fight Night: Waterson vs. Hill   | 12/09/2020 | 3     | 0:07  | Las Vegas, Nevada        |                                            |
| Vitória | 14-2   | Spike Carlyle         | Decisão (unânime)                   | UFC on ESPN: Woodley vs. Burns       | 30/05/2020 | 3     | 5:00  | Las Vegas, Nevada        |                                            |
| Vitória | 13-2   | Jacob Kilburn         | Finalização (triângulo)             | UFC on ESPN: Overeem vs. Rozenstruik | 07/12/2019 | 2     | 3:18  | Washington, D.C.         | Estreia no UFC.                            |
| Vitória | 12-2   | Kamuela Kirk          | Nocaute (socos)                     | Dana White's Contender Series 21     | 23/07/2019 | 3     | 0:22  | Las Vegas, Nevada        |                                            |
| Vitória | 11-2   | Adrian Vilaca         | Nocaute Técnico (socos)             | KOTC: Combat Zone                    | 23/02/2019 | 2     | 4:32  | Niagara Falls, New York  | Volta aos Penas.                           |
| Vitória | 10-2   | Eric Reynolds         | Nocaute Técnico (socos)             | V3 Fights 61                         | 19/08/2017 | 1     | 1:00  | Tampa, Florida           |                                            |
| Vitória | 9-2    | Ryan Fillingame       | Nocaute Técnico (desistência)       | KOTC: Raw Deal                       | 25/02/2017 | 2     | 5:00  | Niagara Falls, New York  | Ganhou o Cinturão Peso Leve do KOTC.       |
| Vitória | 8-2    | Matthew DiMarcantonio | Decisão (unânime)                   | KOTC: National Dispute               | 24/09/2016 | 3     | 5:00  | Niagara Falls, New York  |                                            |
| Derrota | 7-2    | Michel Quiñones       | Nocaute Técnico (socos)             | Absolute Fighting Championship 25    | 01/04/2016 | 1     | 2:51  | Coconut Creek, Florida   |                                            |
| Vitória | 7-1    | Marc Stevens          | Decisão (unânime)                   | Absolute Fighting Championship 24    | 29/01/2016 | 3     | 5:00  | Coconut Creek, Florida   |                                            |
| Vitória | 6-1    | Khama Worthy          | Nocaute Técnico (socos)             | Strike Off 4                         | 28/02/2015 | 2     | 0:10  | Annandale, Virginia      | Ganhou o Cinturão Peso Pena do Strike Off. |
| Vitória | 5-1    | Terrell Hobbs         | Finalização (triângulo)             | Strike Off 2                         | 27/09/2014 | 3     | 2:13  | Woodbridge, Virginia     | Estreia nos Penas.                         |
| Vitória | 4-1    | Isaac Figueroa        | Finalização (mata leão)             | Real Fighting Championship 31        | 11/07/2014 | 2     | 3:34  | Tampa, Florida           |                                            |
| Vitória | 3-1    | Sandro da Silva       | Finalização (chave de braço)        | Strike Off 1                         | 07/06/2014 | 1     | 0:49  | Woodbridge, Virginia     | Estreia nos Leves.                         |
| Derrota | 2-1    | J.P. Reese            | Decisão (unânime)                   | Real Fighting Championship 29        | 08/11/2013 | 3     | 5:00  | Tampa, Florida           |                                            |
| Vitória | 2-0    | Howard Reece          | Finalização (chave de braço)        | Real Fighting Championship 28        | 26/07/2013 | 1     | 1:45  | Tampa, Florida           |                                            |
| Vitória | 1-0    | John de Jesus         | Decisão (dividida)                  | Fight Time 13: MMA Kings             | 15/02/2013 | 3     | 5:00  | Fort Lauderdale, Florida |                                            |
| Fonte:  |        |                       |                                     |                                      |            |       |       |                          |                                            |